# Zalaszentiván
Zalaszentiván là một thị trấn thuộc hạt Zala, Hungary. Thị trấn này có diện tích 13,1 km², dân số năm 2010 là 1058 người, mật độ 81 người/km².